# Playa de Rebolleres
La playa de Rebolleres es un arenal situado en la parroquia de Candás del concejo asturiano de Carreño, en el norte de España.

## Descripción
Realmente más que una sola playa, Rebolleres es un conjunto de tres pequeñas calas en forma de ensenada, conociéndose las otras dos por los nombres de El Redondel y El Sequero.
Su acceso se realiza a pie a través de un sendero que parte del cementerio de Candás, aunque también se ha habilitado otra ruta de acceso a partir de la Iglesia de la localidad.
No dispone de equipamientos, y el entorno aparece un tanto degradado, por lo que la asistencia de bañistas es prácticamente nula.
En sus inmediaciones se puede practicar la pesca recreativa y las inmersiones de buceo.